# Cattedrale di San Francesco Saverio (Banská Bystrica)
La cattedrale di San Francesco Saverio (in slovacco: Katedrála Svätého Františka Xaverského, detta anche Kapitulský kostol, ovvero "chiesa capitolare") è la chiesa cattedrale della diocesi di Banská Bystrica, in Slovacchia. È situata in piazza dell'insurrezione nazionale slovacca.

## Storia
Nel 1647 alcuni gesuiti si stabilirono nella città, al tempo a maggioranza protestante, e diffusero nuovamente il cattolicesimo nella regione. Nel corso degli anni 1695-1701 edificarono il loro collegio e intrapresero nel 1702 la costruzione della chiesa ispirandosi alla chiesa del Gesù a Roma. La costruzione venne interrotta nel 1703, quando la città venne occupata dalle truppe anti-asburgiche di Francesco II Rákóczi, per poi riprendere nel 1709. Il 24 settembre 1715 la chiesa di San Francesco Saverio venne consacrata. A quel tempo, la chiesa era un edificio barocco a navata unica con sei cappelle.
Nel luglio del 1773 l'ordine dei gesuiti fu soppresso da papa Clemente XIV ed essi dovettero lasciare la chiesa, che tre anni più tardi, nel 1776, divenne cattedrale sede della diocesi di Banská Bystrica.
Le due torri furono aggiunte nel 1844, con forma a cipolla, nel corso di una vasta ricostruzione in cui vennero allungate la navata della chiesa e le gallerie laterali e fu creato.
Un'ulteriore modifica fu apportata nel 1880: le torri persero la forma a cipolla e tra di esse fu aggiunta una balaustra in stile romantico. Nel 1970 l'interno fu ristrutturato e dipinto, così come fu dipinta la facciata. Nel 1999 l'esterno fu rinnovato un'altra volta e nel 2003 venne installato un nuovo organo a canne.